# Huliaipole (huyện)
Huyện Huliaipole (tiếng Ukraina: Гуляйпільський район, chuyển tự: Huliaipoles’kyi raion) là một huyện của tỉnh Zaporizhia thuộc Ukraina. Huyện Huliaipole có diện tích 1300 kilômét vuông, dân số theo điều tra dân số ngày 5 tháng 12 năm 2001 là 34529 người với mật độ 27 người/km2. Trung tâm huyện nằm ở Huliaipole.